# أحمد زيد سالم زهير
أحمد زيد سالم زهير هو مواطن من المملكة العربية السعودية اعتُقل سابقًا خارج نطاق القضاء في الولايات المتحدة في معسكرات الاعتقال في خليج غوانتانامو في كوبا.
في 13 أغسطس 2008 أفيد أن أحمد زيد زهير أضرب عن الطعام منذ يونيو 2005، وتوفي مضربان آخران عن الطعام على المدى الطويل في ظروف غامضة في يونيو 2006. وفي 18 مارس 2009 رفضت سلطات المعسكر الموافقة على نقل زهير إلى المخيم الرابع من مخيم دلتا مقابل إنهائه إضرابه عن الطعام. وفي 22 مايو 2009 تمت الموافقة على نقل زهير خلال عملية المراجعة المشتركة بين الوكالات التي أنشأها الرئيس باراك أوباما، وتم إعادته إلى المملكة العربية السعودية في 12 يونيو 2009.

## تهديدات بالقتل
كتب زهير خطابًا إلى محاميه في 18 يوليو 2008 يفيد أن حراس غوانتانامو فتشوا زنزانته وصادروا بعض مراسلاته مع محاميه وهددوا بقتله إذا لم يتخل عن تقديم الالتماس، وأمر القاضي إيميت جي. سوليفان الحراس المتورطين بتقديم تصريحات محلفة إلى المحكمة بتفاصيل ردودهم على مزاعم زهير، وهي المرة الأولى التي يقوم فيها القاضي بذلك في قضية متعلقة بغوانتانامو. 

## عودته إلى السعودية
تمت إعادة زهير واثنين آخرين من السعوديين وهما عبد العزيز كريم سليم النوفي وخالد سعد محمد إلى المملكة العربية السعودية في 12 يونيو 2009.
وذكرت قناة فوكس نيوز أن زهير: «كان متورطًا في قتل أمريكي».
وصرح مسؤولو الأمن السعوديون أنه تم السماح للرجال الثلاثة بالالتقاء بعائلاتهم بعد وقت قصير من إعادتهم إلى وطنهم، وقال مسؤولون أمنيون أن الرجال الثلاثة نُقلوا بعد ذلك إلى مكان مجهول للتحقيق معهم، وخضعوا لبرنامج إعادة تأهيل الجهاديين السعوديين شأنهم شأن غيرهم من الأسرى العائدين إلى الوطن، على الرغم من تراجع بعض الأسرى السابقين لدعم الجهادية بعد إطلاق سراحهم.

## أدلة غير كافية
خلال جلسة استماع للجنة القضائية بمجلس الشيوخ في 17 يونيو 2009 اعترف المدعي العام إريك هولدر علنًا بأن زهير قد تمت تبرئته لأنه «لم يكن هناك دليل كافٍ لإدانته».